# Slapy (Boemia meridionale)
Slapy è un comune della Repubblica Ceca facente parte del distretto di Tábor, in Boemia Meridionale.